# Legion Polski Posiłkowy Lombardii
Legion Polski – polska formacja wojskowa w służbie Lombardii.
Formowanie Legionu rozpoczęto 9 stycznia 1797 roku. Podporządkowany został dywizji terytorialnej gen. Kilmaine'a i pod taką nazwą w składzie piechoty lekkiej występował. 19 lutego 1797 roku liczył 7 oficerów i 1110 żołnierzy.

## Struktura organizacyjna
Dowódca: Jan Henryk Dąbrowski

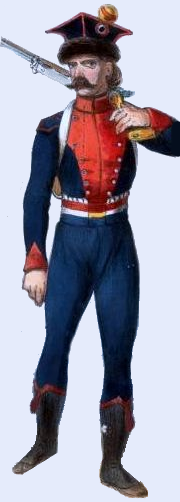
Żołnierz Legionu

- I batalion grenadierów – Ludwik Dembowski, Jan Strzałkowski
- II batalion strzelców – Antoni Kosiński
- III batalion fizylierów – Ludwik Dembowski
- Zakład Legionów w Mediolanie – Kazimierz Konopka

## Mundur Legionu
Jan Henryk Dąbrowski, w rozmowach z rządem Republiki Lombardzkiej ustalił, że "ubiory, odznaki wojskowe i organizacja tego korpusu winny być w miarę możności zbliżone do zwyczajów Polaków". Kilkanaście dni po rozpoczęciu formowania pododdziałów, przedstawiono władzom Lombardii umundurowanych 20 grenadierów i 20 strzelców.
Grenadierzy posiadali mundur wzorowany na polskiej kawalerii narodowej. Były to granatowe spodnie i kurtki z karmazynowymi wyłogami, kołnierzem, mankietami i połami. Strzelcy prezentowani podobny mundur z ozdobami zielonymi. Wzorowany był na mundurze 3 regimentu pieszego buławy polnej litewskiej. Buty noszono z cholewkami do połowy łydki. Nogawki spodni wkładane do butów. Na prawym ramieniu noszono czerwono–biało–zielony kontrepolet w barwach lombardzkich z napisem "Gli uomini liberi sono fratelli".
Pierwsi grenadierzy i strzelcy wystąpili przed władzami lombardzkimi w kapeluszach. Wkrótce jednak zamieniono je na rogatywki z czarnym barankiem bez daszka. Oficerowie sztabu nosili czerwone czapki, a żołnierze piechoty – granatowe. Przypinano do nich kokardy francuskie. Na początku XIX w. weszły w życie wysokie i usztywnione rogatywki z okutym daszkiem i podpinką.
Kolejny formowany 3 batalion fizylierów miał nosić granatowe kurtki i spodnie z jasnoniebieskimi wyłogami. Z uwagi na tempo prac organizacyjnych, zrezygnowano z epoletów u  fizylierów, a szyto czarne czapki z jasnobłękitnym barankiem, czerwonymi kitkami oraz biało–karmazynowymi kordonami. Ponieważ planowanych dla legionistów butów z półcholewkami nie dostarczono, żołnierze nosili buty używane w armii francuskiej. W zestawieniu ze spodniami połowa łydki pozostawała odkryta. Wyposażono wiec żołnierzy w małe płócienne, czarne kamasze.